# KOI-1686.01
KOI-1686.01 è stato un candidato esopianeta poi rivelatosi non esistente. L'ipotesi della sua esistenza è stata annunciata il 7 gennaio 2013 nell'ambito della missione Kepler della NASA e smentita nel 2015, una volta accertato che si trattava di un falso positivo. Se fosse esistito sarebbe stato uno dei pianeti più simili alla Terra finora scoperti, con un raggio di 1,33 volte quello del nostro pianeta. La stella nella cui orbita è stata ipotizzata la sua esistenza è KOI-1686 (KIC 6149553, 2MASS J19540173+4128445), più piccola e fredda del Sole, distante 1034 anni luce dalla Terra.

## Caratteristiche
KOI-1686.01 avrebbe avuto una distanza media dalla propria stella madre di 0,23 UA, all'interno della zona abitabile, ove è possibile la presenza di acqua liquida in superficie. La temperatura d'equilibrio del pianeta sarebbe stata di 245 K (−28 °C). Il Planetary Habitability Laboratory calcola la temperatura superficiale media attorno ai 296 K, circa 23 °C, poco più alta della temperatura media della Terra (15 °C). Avrebbe posseduto un Earth Similarity Index (ESI), l'indice che misura le similitudini con la Terra, tra i più alti tra i pianeti candidati, pari a 0,93.